# Bobine à voix
Pour les articles homonymes, voir Bobine.

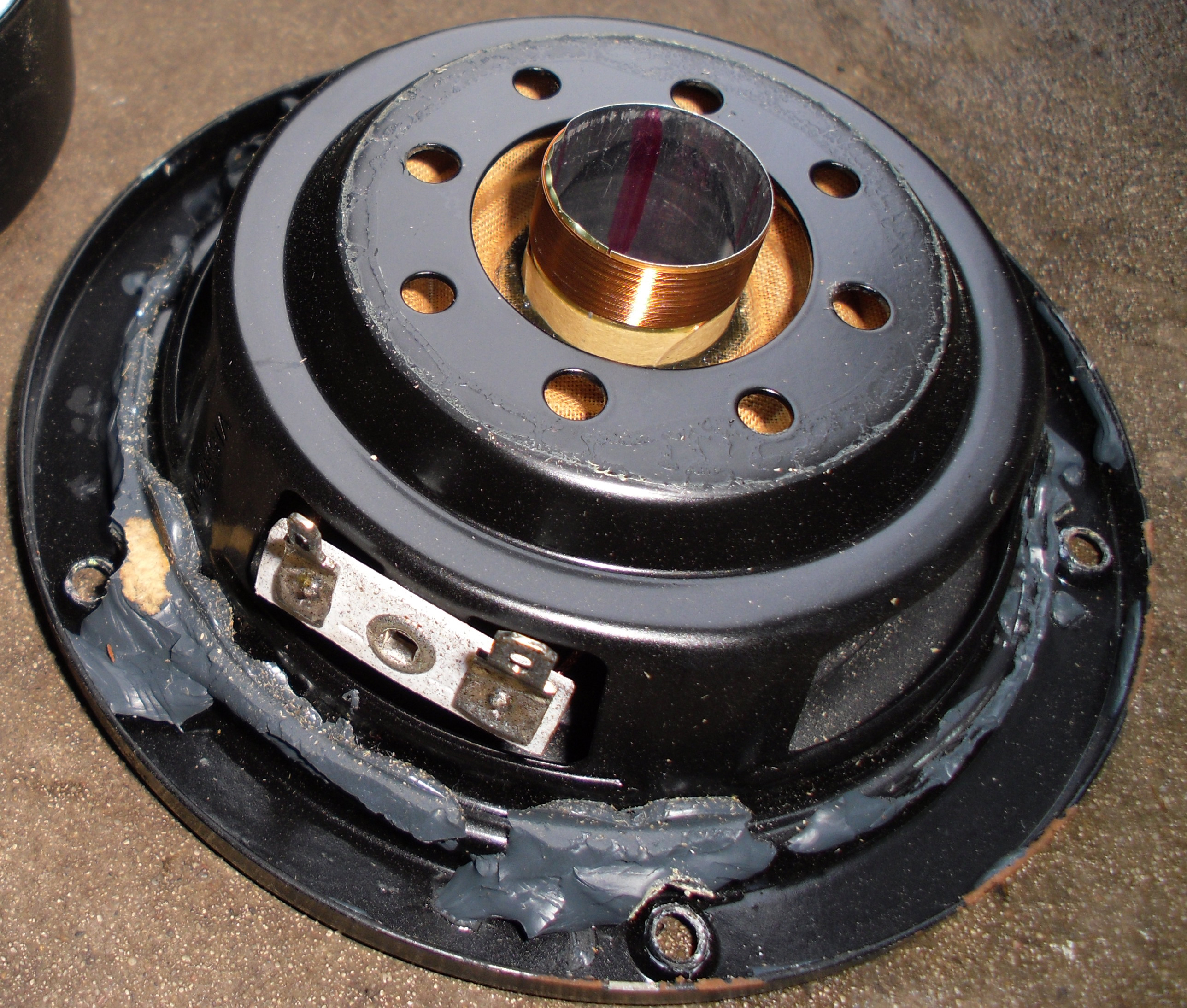
Bobine à voix d'un boomer Visaton W 100 S.

La bobine à voix est une bobine électrique qui sert de système de conducteur du transducteur. Elle est notamment utilisée pour les haut-parleurs.

## Caractéristiques
La bobine à voix est constituée d'un mince fil de cuivre émaillé, enroulé et collé sur un support appelé bobine mobile. La fine bobine ainsi formée plonge dans l'entrefer d'un aimant permanent, dans lequel se trouve un champ magnétique puissant. Le support de la bobine est relié à la membrane du haut-parleur. Le champ magnétique alternatif généré par le passage du courant dévie la bobine mobile vers l'intérieur et l'extérieur. Celle-ci déplace la membrane qui y est fixée et celle-ci l'air adjacent, ce qui transforme les vibrations électriques en son aérien.